# M.C. Levee
M.C. Levee (ur. 18 stycznia 1891, zm. 24 maja 1972) – amerykański producent filmowy. Był także członkiem założycielem Amerykańskiej Akademii Sztuki i Wiedzy Filmowej.